# Covin (Automarke)

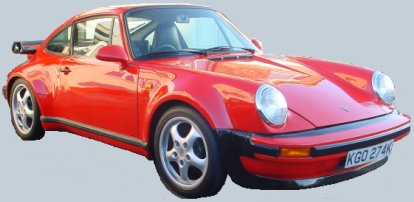
Covin Turbo Coupé

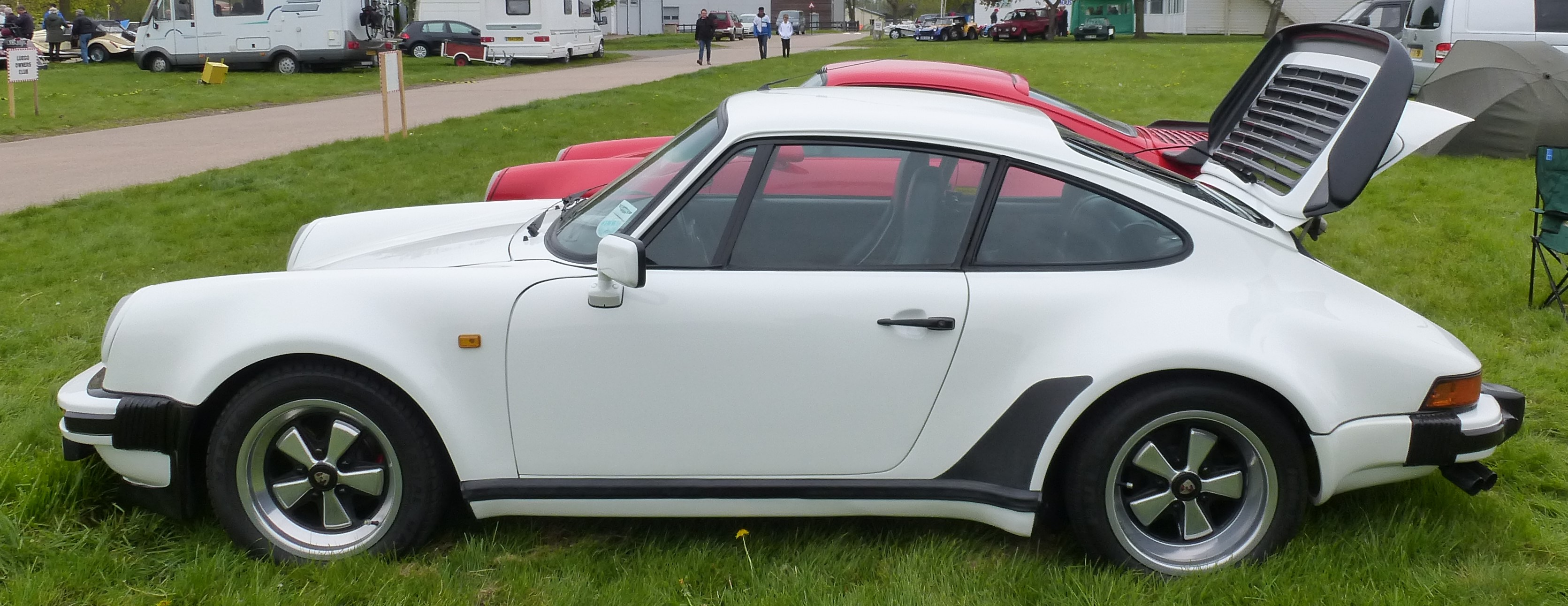
Seitenansicht

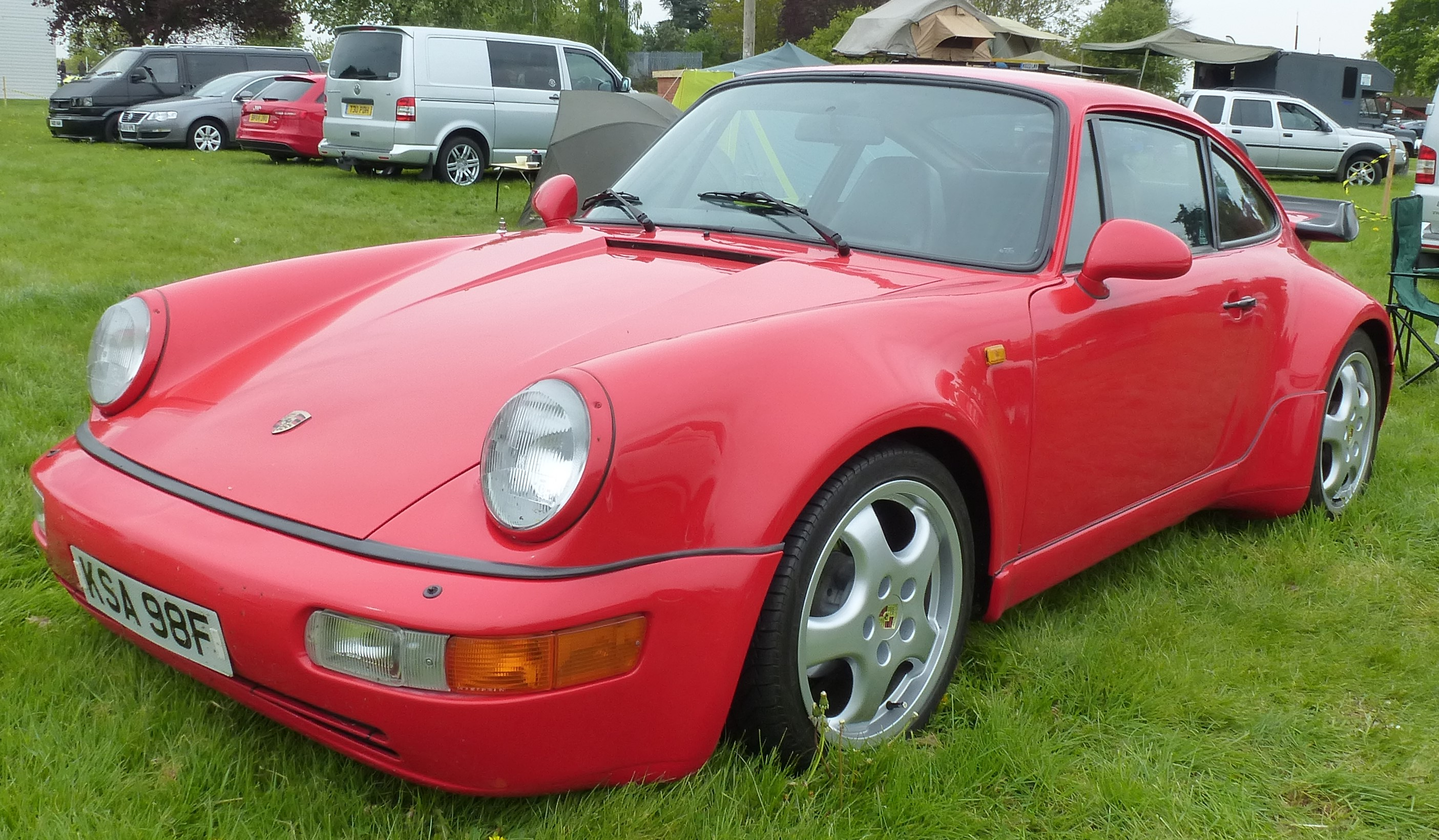
Nachbau eines späteren Modells, erkennbar an den Stoßstangen

Covin war eine britische Automarke.

## Markengeschichte
Timothy John Cook und Nicholas Alan Vincent gründeten 1984 das Unternehmen Covin Performance Mouldings in South Woodham Ferrers in der Grafschaft Essex. Sie begannen mit der Produktion von Automobilen und Kits. Der Markenname lautete Covin. Von 1992 bis 1995 setzte Dax  unter Beibehaltung des Markennamens die Produktion fort und von 1995 bis 1998 Grannd Performance Cars aus Luton in Bedfordshire unter Leitung von Richard Taylor. 1998 endete die Produktion in England, als das letztgenannte Unternehmen seinen Sitz nach Galway in Irland verlegte und dort als Grannd Performance Cars Limited firmierte. Insgesamt entstanden etwa 498 Exemplare.

## Fahrzeuge
Erstes und bestverkauftes Modell war das Turbo Coupé. Dies war eine Nachbildung des Porsche 911. Eine Ausführung basierte auf dem Fahrgestell des VW Käfer und hatte dessen Vierzylinder-Boxermotor im Heck. Eine andere Ausführung hatte ein speziell entworfenes Fahrgestell, das verschiedene Motoren vom Alfa Romeo 33 sowie von Ford und Volkswagen aufnehmen konnte. Von diesem Modell entstanden zwischen 1982 und 1998 etwa 317 Exemplare.
1985 ergänzte das Cabriolet das Sortiment. Dies war die Cabriolet-Version des Turbo Coupé. Bis 1998 entstanden etwa 100 Exemplare.
Der SE 930 stand von 1988 bis 1992 im Angebot und fand etwa fünfzig Käufer. Er war eine Variante des Turbo Coupé mit flacher Front und Klappscheinwerfern. Die Basis bildete das spezielle Fahrgestell. Motoren kamen vom VW Käfer, von Porsche sowie von Ford in Form eines V6-Motors mit 2900 cm³ Hubraum. Hiervon entstanden etwa fünfzig Exemplare.
1988 folgte der Speedster. Dies war eine Nachbildung des Porsche 356 Speedster. Bis 1998 entstanden etwa dreißig Exemplare.
Die M 6 Replica von 1986 war eine Nachbildung des Rennsportwagens McLaren M 6 und blieb ein Einzelstück.